# Ríkharður Daðason
Ríkharður Daðason (Reykjavík, 26 aprile 1972) è un ex calciatore e allenatore di calcio islandese.

## Carriera

### Club
Esordisce nel 1989 nel Fram con cui giocherà fino al 1995 e nella stagione 2004-2005, la sua ultima da professionista. Con il Fram conquisterà un campionato e una coppa islandese. In patria vestirà anche la maglia del KR. Fuori dai confini islandesi ha giocato con il Kalamata F.C. in Grecia, con lo Stoke City in Inghilterra, che lo aveva acquistato dall'Amburgo e infine in Norvegia prima con il Viking di Stavanger poi con Fredrikstad FK e Lillestrøm SK.

### Nazionale
Vanta 44 presenze e 14 goal nella nazionale islandese.